# テルミナ (駅ビル)
テルミナ（TERMINA）は、錦糸町駅の駅ビルにある商業施設。JR東日本グループの株式会社錦糸町ステーションビル（きんしちょうステーションビル）が運営する。
JR錦糸町駅に直結し、錦糸町の繁華街の一角をなす。以下の3棟からなり、100店舗以上のショップと施設を備える。
- TERMINA - 地上7階、地下1階の南口駅ビル
- TERMINA2 - 高架下1階部分にある北口改札両脇のテルミナダイナー、ファッションゾーン LaGirl
- TERMINA3 - 2003年7月23日開業[3]、地上6階南口別館の旧「TERMINA West Wing」

## 概要
日本国有鉄道（国鉄）時代、1960年（昭和35年）5月4日に設立された株式会社錦糸町ステーションビルが、駅舎の建設工事費を地元の民間企業などが出資して負担する代わりに駅舎内に店舗などを設置して営業した民衆駅の一つとして建設し、1961年（昭和36年）11月28日に営業を開始した。
開業当初の名称は「駅ビルきんし町」であったが、1972年（昭和47年）7月に「テルミナ」へ改称された。
バブル景気の最盛期には年間売上高150億円を記録したが、1990年代後半には100億円を割り込むところまで低迷した。そのため、15年ぶりの大規模な改装を行うことになり、地下1階には北辰水産（鮮魚）、ニュー・クイック（精肉）、つるかめ（食品スーパー）などの食料品店、地上階にはヨドバシカメラと各分野の大型専門量販店を導入し、2000年（平成12年）4月7日に新装開業した。
明治期には歌人・小説家の伊藤左千夫が牛舎を構え牛乳の製造・販売を行った地であるため、店舗の前には歌碑が建てられている。

### ポイントサービス
テルミナ、テルミナ2で使用できるポイントカード「テルミナカード」を発行していたが、2016年2月23日からJR東日本共通ポイント「JRE POINT」に切り替えとなり、「テルミナカード」は2017年2月末日をもって廃止された。

## 沿革
- 1960年5月4日 - 株式会社錦糸町ステーションビルを設立[2][1]。
- 1961年11月28日[1] - 「駅ビルきんし町」第1期（地下1階 - 地上4階）開業[2]。
- 1962年4月17日 - 全館開業（地上5階 - 8階）[2][10]。当時は展望台が設置されていた[10]。
- 1972年7月 - 店名を「テルミナ」に改称[2]。
- 1980年5月 - 「らが～る」を開業[2]、錦糸町ターミナル開発株式会社が運営[2]。
- 1997年4月 - 株式会社錦糸町ステーションビルが、錦糸町ターミナル開発株式会社を合併[2]。
- 2000年4月7日 - 「テルミナ」をリニューアルオープン。核テナントとしてヨドバシカメラ、よみうりカルチャー錦糸町が出店[2][5]。
- 2003年
  - 7月23日 - 「TERMINA West Wing」を開業[2][3]。
  - 10月 - ポイントカード「テルミナカード」をサービス開始[2]。
- 2011年3月 - 「テルミナ2」をリニューアルオープン、「ファッションゾーン La girl」、レストラン街「テルミナダイナー」がオープン[2]。
- 2013年10月 - 「TERMINA West Wing」を「テルミナ3」へ改称[2]。
- 2014年4月 - 「テルミナ」5階レストランフロアをリニューアルオープン。駅の上ダイニング「たべテル」がオープン[2]。
- 2016年2月23日 - ポイントカードをJR東日本共通ポイント「JRE POINT」に切り替え開始[6]。
- 2017年
  - 2月28日 - ポイントカード「テルミナカード」を廃止[9]。
  - 4月 - 「テルミナ」1階食料品フロアをリニューアルオープン[2]。

## 登場する作品
- 1964年2月公開の日活映画『美しい十代』で、開業2年後の1963年冬頃の姿を見ることができる。東側の東京楽天地付近から見た店舗南側正面と、北側の貨物ヤード側から国鉄錦糸町駅ホームを挟んで店舗を見たカットがある。
- 1964年1月公開の東宝映画『喜劇　駅前女将』では、オープニングに都電錦糸堀車庫付近（現在の丸井錦糸町店）から見た店舗南側正面が映っている。途中両国駅前からタクシーに乗って移動する際にも店舗南側正面が映っている。